# Tetralonia glauca
Tetralonia glauca är en biart som först beskrevs av Fabricius 1775.  Tetralonia glauca ingår i släktet Tetralonia och familjen långtungebin. Inga underarter finns listade i Catalogue of Life.